# Herbert Herres
Herbert Herres (* 12. März 1959 in Trier) ist ein ehemaliger deutscher Fußballspieler und heutiger -trainer.
In der Saison 1986/87 absolvierte er für den FSV Salmrohr 34 Spiele in der 2. Fußball-Bundesliga und schoss dabei 1 Tor. 1996/97 absolvierte er noch einmal sechs Spiele (ein Torerfolg) für Salmrohr, das inzwischen in der Regionalliga West/Südwest spielte.
Seit seinem Karriereende als Spieler arbeitet Herres nebenberuflich als Trainer. Von April 1998 bis März 2000 hatte er das Traineramt beim FSV Salmrohr inne. Danach betreute er u. a. den luxemburgischen Erstligisten CS Grevenmacher, mit dem er 2002 Landesmeister und Pokalsieger wurde. Später war Herres als Co-Trainer beim Oberligisten Eintracht Trier angestellt. Vom 5. März 2007 bis 3. April 2007 übernahm er das Training der ersten Mannschaft von Eintracht Trier, nachdem sein Vorgänger Adnan Kevrić zurückgetreten war. Zur Saison 2007/08 trat Herres das Traineramt bei seinem früheren Club, dem mittlerweile in der Verbandsliga Rheinland spielenden FSV Salmrohr, an. Bereits im Januar 2008 trennten sich die Salmtaler wieder von Herres und ersetzten ihn durch Werner Platz. Nach einer Saison beim FC Bitburg war er von 2011 bis 2014 wieder bei Eintracht Trier aktiv, diesmal als Trainer der U19 und der 2. Mannschaft. Von Ende November 2015 bis Saisonende war er kurzzeitig Trainer des Bezirksligisten SV Zeltingen-Rachtig.
2016 übernahm er dann die Stelle als Sportlicher Leiter bei seinem ehemaligen Verein CS Grevenmacher in Luxemburg. Seit März 2018 ist Herres auch wieder Trainer beim CSG, der mittlerweile in der luxemburgischen zweiten Liga auf einem Abstiegsplatz steht. Nachdem auch Herres den Abstieg nicht verhindern konnte, wechselte er zur Saison 2018/19 weiter zu seinem Jugendverein SV Leiwen-Köwerich in die Bezirksliga West.